# Pardosa distincta
Pardosa distincta este o specie de păianjeni din genul Pardosa, familia Lycosidae. A fost descrisă pentru prima dată de Blackwall, 1846. Conform Catalogue of Life specia Pardosa distincta nu are subspecii cunoscute.